# Jan Teodor Rajecki
Jan Teodor Rajecki herbu Łabędź – podstoli oszmiański w latach 1672–1676, cześnik brasławski w latach 1649–1671, starosta jakuński.
W 1674 roku był elektorem Jana III Sobieskiego z powiatu oszmiańskiego.